# Journal of Early Christian Studies
Il   Journal of Early Christian Studies  è una rivista accademica trimestrale in lingua inglese, fondata nel 1999.
Edita dalla Johns Hopkins University Press, è la pubblicazione ufficiale della North American Patristics Society, cddicata allo studio della patristica, vale a dire la storia del cristianesimo dal I al VII secolo d.C.
Il caporedattore è Stephen Shoemaker dell'Università dell'Oregon.

## Indicizzazione
Gli articoli e i relativi abstract sono indicizzati da Arts and Humanities Citation Index, Current Contents/Arts & Humanities, MLA International Bibliography e dal Social Sciences Citation Index (copertura parziale).